# Phra Boromathat Chedi
De Phra Boromathat Chedi (ook: Pagode van de Prinses-moeder of Sinakarintra Stit Mahasantikhiri Pagoda) is een chedi in Santikhiree in Thailand. De chedi is te bereiken met een weg of met een trap met 718 treden.
De Phra Boromathat Chedi is verguld.

## Bron
- Rough Guide Thailand (blz. 414), ISBN 978 90 475 1233 2

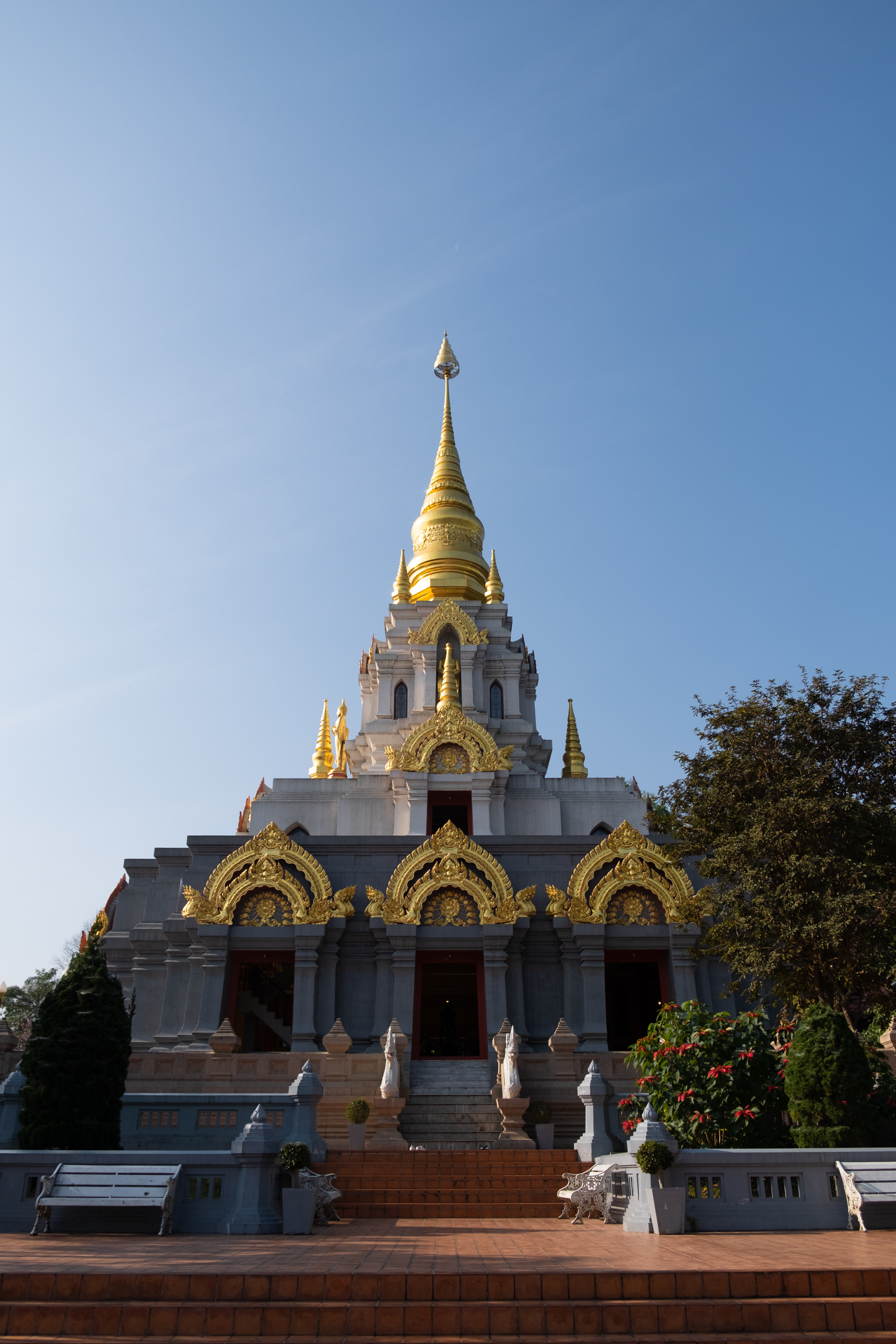